# Jan Zahradil
Jan Zahradil (Praga, 20 marzo 1963) è un chimico e politico ceco, esponente del Partito Civico Democratico (ODS). È stato membro del Parlamento europeo (MEP) dal 2004 (anno in cui la Repubblica Ceca è entrata a far parte dell'Unione europea) al 2024 e membro della Camera dei deputati dal 1998 al 2004. Dal 2009 al 2020 è stato presidente dell'Alleanza dei Conservatori e dei Riformisti Europei.
Ricercatore scientifico di professione, Zahradil entrò in politica durante la Rivoluzione di velluto. È stato membro dell'Assemblea federale della Repubblica federativa ceca e slovacca, prima di diventare consigliere del primo ministro Václav Klaus. Nel 1998 è stato eletto alla Camera dei Deputati nazionale. Tre anni dopo divenne vicepresidente dell'ODS. Dopo un tentativo fallito di diventare presidente nel 2002, è stato nominato primo vicepresidente. Dalla sua elezione alla Camera dei Deputati fino al 2006 è stato ministro ombra degli Affari Esteri dell'ODS.

## Biografia
Zahradil ha studiato all'Istituto di tecnologia chimica di Praga e, dopo la laurea nel 1987, è diventato ricercatore scientifico presso l'Istituto di Ingegneria Chimica di Praga dal 1988 al 1992. 
Dal 1990 al 1992 Zahradil è stato membro dell'Assemblea federale della Repubblica federativa ceca e slovacca. Dal 1995 al 1997 Zahradil è stato consigliere di politica estera del Primo Ministro Václav Klaus. Nel 1998 Zahradil è stato eletto deputato della Camera dei deputati della Repubblica Ceca e ha ricoperto tale carica fino al 2004. Nel 2001 è stato eletto vicepresidente dell'ODS e, tra il 2002 e il 2004, è stato primo vicepresidente. 
Nel 1992, Jan Zahradil è stato eletto all'Assemblea Federale della Repubblica Federale Ceca e Slovacca, mandato che ha mantenuto fino alla dissoluzione della Cecoslovacchia nel 1993. Dopo essere stato consigliere del primo ministro Václav Klaus dal 1993 al 1995, è diventato nuovamente deputato nel 1998, mandato che ha mantenuto questa volta fino al 2004.
È stato eletto eurodeputato alle elezioni europee del 2004 e poi rieletto nel 2009 e nel 2014. Dapprima membro del gruppo del Partito Popolare Europeo, nel 2009 ha aderito ai Conservatori e Riformisti Europei, con tutti i membri eletti del suo partito, di cui è stato vicepresidente fino al 2014. Dal 2009 è stato membro della Commissione per il Commercio Internazionale.

## Opinioni politiche
Zahradil è stato descritto come anglofilo, atlantista, nazional-liberale e libertario che ha punti di vista liberali sull'immigrazione e sul matrimonio tra persone dello stesso sesso.  È un critico dei monarchici cechi e della famiglia dinastica degli Asburgo, che governò lo stato ceco dal 1526 al 1918, a causa della quale in passato entrò in conflitto con i Democratici cristiani cechi e la Chiesa cattolica ceca. Nell'era post-premiership di Andrej Babiš dell'ODS, le sue opinioni (ad esempio sull'Unione Europea, sulla cooperazione con l'ex primo ministro ceco Andrej Babiš o sul concetto generale di politica) possono essere descritte come minoritarie.

### Clima
Zahradil è vicino a Václav Klaus ed è membro di spicco dell'ala euroscettica all'interno dell'ODS. È anche conosciuto come uno "scettico del clima", e nel 2007 ha condotto una campagna per la distribuzione del film The Great Global Warming Swindle.  Nel 2019, tuttavia, ha relativizzato questa posizione e ha affermato di non essere scettico sul clima: "Non nega che la CO2 e altri gas serra prodotti dall'uomo causino il cambiamento climatico".